# Minehead Without
Minehead Without est une paroisse civile du Somerset, en Angleterre.